# Dysphania floridensis
Dysphania floridensis là một loài bướm đêm trong họ Geometridae.